# Giuseppe Maria Sensi
Giuseppe Maria Sensi (Cosenza, 27 mei 1907 – Rome, 26 juli 2001) was een Italiaans geestelijke en kardinaal van de Rooms-Katholieke Kerk.
Sensi bezocht het gymnasium van het seminarie in Cosenza. Hij studeerde vervolgens verder aan het Pauselijk Romeins Seminarie en aan de Pauselijke Lateraanse Universiteit, waar hij promoveerde in de theologie. Hij werd op 21 december 1929 priester gewijd en promoveerde vervolgens aan het Pauselijk Athenaeum San Apollinare in het kerkelijk recht, op een proefschrift over katholiek coöperatisme. Vervolgens studeerde hij verder aan de Pauselijke Ecclesiastische Academie, de diplomatenopleiding van de Heilige Stoel.
Hij trad in 1934 in dienst van de Romeinse Curie. In dat jaar werd hij secretaris van de apostolische nuntiatuur in Roemenië. In 1935 werd hij kamerheer van de paus in buitengewone dienst. In 1939 werd hij secretaris op de nuntiatuur in Hongarije en van 1940 tot 1946 was hij auditor op de nuntiatuur in Zwitserland. Na een kort verblijf in Tsjechoslowakije keerde hij in 1949 terug naar het staatssecretariaat van de Heilige Stoel, waar hij verantwoordelijk werd voor internationale katholieke organisaties. Van 1953 tot 1956 was hij de permanent vertegenwoordiger van het Vaticaan bij UNESCO.
Paus Pius XII benoemde hem in 1955 tot titulair aartsbisschop van Sardi en tot apostolisch nuntius in de Filipijnen. Hij ontving zijn bisschopswijding uit handen van Valerio kardinaal Valeri, waarbij Carlo kardinaal Confalonieri en aartsbisschop Egidio Vagnozzi optraden als medewijdende bisschoppen. Van 1957 tot 1962 was hij apostolisch delegaat in Jeruzalem en Palestina. Sensi nam deel aan het Tweede Vaticaans Concilie. Hij werd in 1962 nuntius in Ierland en in 1967 in Portugal.
Paus Paulus VI creëerde hem kardinaal tijdens het consistorie van 24 mei 1976. De Santi Biagio e Carlo ai Catinari werd zijn titeldiakonie. Kardinaal Sensi nam deel aan het conclaaf van augustus 1978, dat leidde tot de verkiezing van paus Johannes Paulus I en aan dat van oktober datzelfde jaar, dat leidde tot de verkiezing van Johannes Paulus II. In 1987 verloor hij het recht om deel te nemen aan verdere conclaven en verkoos hij te worden opgenomen in de rang der kardinaal-priesters, waarbij de Regina Apostolorum zijn titelkerk werd.
Hij overleed op 95-jarige leeftijd, waarna zijn lichaam werd bijgezet in het familiegraf in Cosenza.